# Dasychira atomaria
Dasychira atomaria är en fjärilsart som beskrevs av Walker 1856. Dasychira atomaria ingår i släktet Dasychira och familjen tofsspinnare. Inga underarter finns listade i Catalogue of Life.